# Partido Verde de Canadá
El Partido Verde de Canadá (en inglés: Green Party of Canada, en francés: Parti vert du Canada) es un partido político de Canadá, fundado en 1983 con un enfoque en la política verde. El partido es dirigido por Annamie Paul desde el 3 de octubre de 2020. La líder parlamentaria del partido es Elizabeth May, quien anteriormente se desempeñó como líder del partido de 2006 a 2019.

## Líderes del partido
- Trevor Hancock (1983–1984)
- Seymour Trieger (1984–1988)
- Kathryn Cholette (1988–1990)
- Chris Lea (1990–1996)
- Wendy Priesnitz (1996–1997)
- Harry Garfinkle (1997) (interino)
- Joan Russow (1997–2001)
- Chris Bradshaw (2001–2003) (interino)
- Jim Harris (2003–2006)
- Elizabeth May (2006–2019)
- Jo-Ann Roberts (2019-2020) (interino)
- Annamie Paul (desde 2020)

Fuente: 

### Portavoz parlamentario
- Elizabeth May (desde 2019)[4]

## Resultados electorales
|  | 0,21 % |

|  | 0,36 % |

|  | 0,24 % |

|  | 0,43 % |

|  | 0,81 % |

|  | 4,29 % |

|  | 4,48 % |

|  | 6,78 % |

|  | 3,89 % |

|  | 3,43 % |

|  | 6,55 % |

|  | 2,33 % |

|  | 1,25 % |

## Ramas provinciales
|  | 0,80 % |

|  | 8,24 % |

|  | 0,78 % |

|  | 15,37 % |

|  | 0,83 % |

|  | 5,96 % |

|  | 21,57 % |

|  | 0,8 % |

|  | 1,8 % |